# Akbash dog
Akbaş (akbasz, oryginalna nazwa akbaş çoban köpeği) – rasa psa zaliczana do grupy molosów w typie górskim, wyhodowana w zachodniej Turcji jako pies pasterski. Nazwa rasy pochodzi od zbitki słów języka tureckiego ak – biały i baş – głowa. Takie psy nazywane są w Turcji çoban köpeği – pies pasterski.

## Rys historyczny
Jest to bardzo stara rasa o niejasnym pochodzeniu. Jej przodkowie na teren dzisiejszej Turcji przybyli wraz z Grekami, kiedy w Azji Mniejszej tworzono kolonie greckie. Obecnie akbash występuje na zachód od Ankary. Chroni stada owiec przed wilkami i innymi drapieżnikami.
Prawdopodobnie ma wspólne pochodzenie z większością europejskich białych psów pasterskich takich jak węgierski kuvasz i komondor, słowacki czuwacz, włoski owczarek maremma oraz owczarek podhalański. Od roku 1970 zainteresowali się tą rasą Amerykanie, ponieważ psy te dobrze odganiały kojoty od stad owiec i kóz.

## Klasyfikacja
Międzynarodowa Federacja Kynologiczna (FCI), nie uznaje rasy akbaş, gdyż uwzględnia te psy jako odmianę rasy anatolian.
W 1998 rasa została zarejestrowana w United Kennel Club. Zaliczono ją do Guardian Dog Group.

## Wygląd
Budowa akbasha łączy charakterystyczne cechy molosa i charta. Jest to pies wysoki, długonogi i muskularny, o imponującej wielkości zdradzającej dużą siłę. Długość ciała jest nieznacznie większa od wysokości w kłębie. Głowa szeroka, klatka piersiowa głęboka. Psy są zwykle wyższe i masywniejsze od suk.

### Szata i umaszczenie
Szata jest koloru białego, niekiedy z kremowym nalotem. Sierść gęsta dwuwarstwowa z miękkim poszyciem, włos średnio długi prosty lub lekko falujący. Odmiana krótkowłosa jest bardzo rzadko spotykana.

## Zachowanie i charakter
Odważny i niezależny obrońca zwierząt hodowlanych. Szybki i zwinny. Potrafi bronić stada nawet przed niedźwiedziem. Rozdrażniony lub sprowokowany może być nieobliczalny, a tym samym niebezpieczny. Ma silnie rozwinięty instynkt terytorialny. Jako towarzysz domowy jest wierny i łagodny. Akceptuje dzieci i zwierzęta domowe. Pozostaje powściągliwy i podejrzliwy w stosunku do obcych.

## Użytkowość
Wykorzystywany jest głównie w swojej ojczyźnie jako pies stróżująco-obronny.

## Zdrowie i pielęgnacja
Potrzebuje ciągłego zajęcia, nie nadaje się do trzymania w warunkach miejskich. Bardzo odporny na niekorzystne warunki klimatyczne, rzadko choruje i ma niewielkie wymagania bytowe.

## Prawo
W Polsce akbash dog został ujęty w wykazie ras psów uznawanych za agresywne.